# Члухов
Члухов (пољ. Człuchów) град је у Пољској у Војводству поморском. По подацима из 2012. године број становника у месту је био 14 536.

## Становништво
| 2012.  |
| ------ |
| 14 536 |

## Партнерски градови
- Услар
- Конш ан Уш
- Канив
- Гдиња

## Галерија
- Градска скупштина.
- Црква Светог Џејмса.
- Тржни трг са видљивом замком видљив.